# نادرة (حكاية)

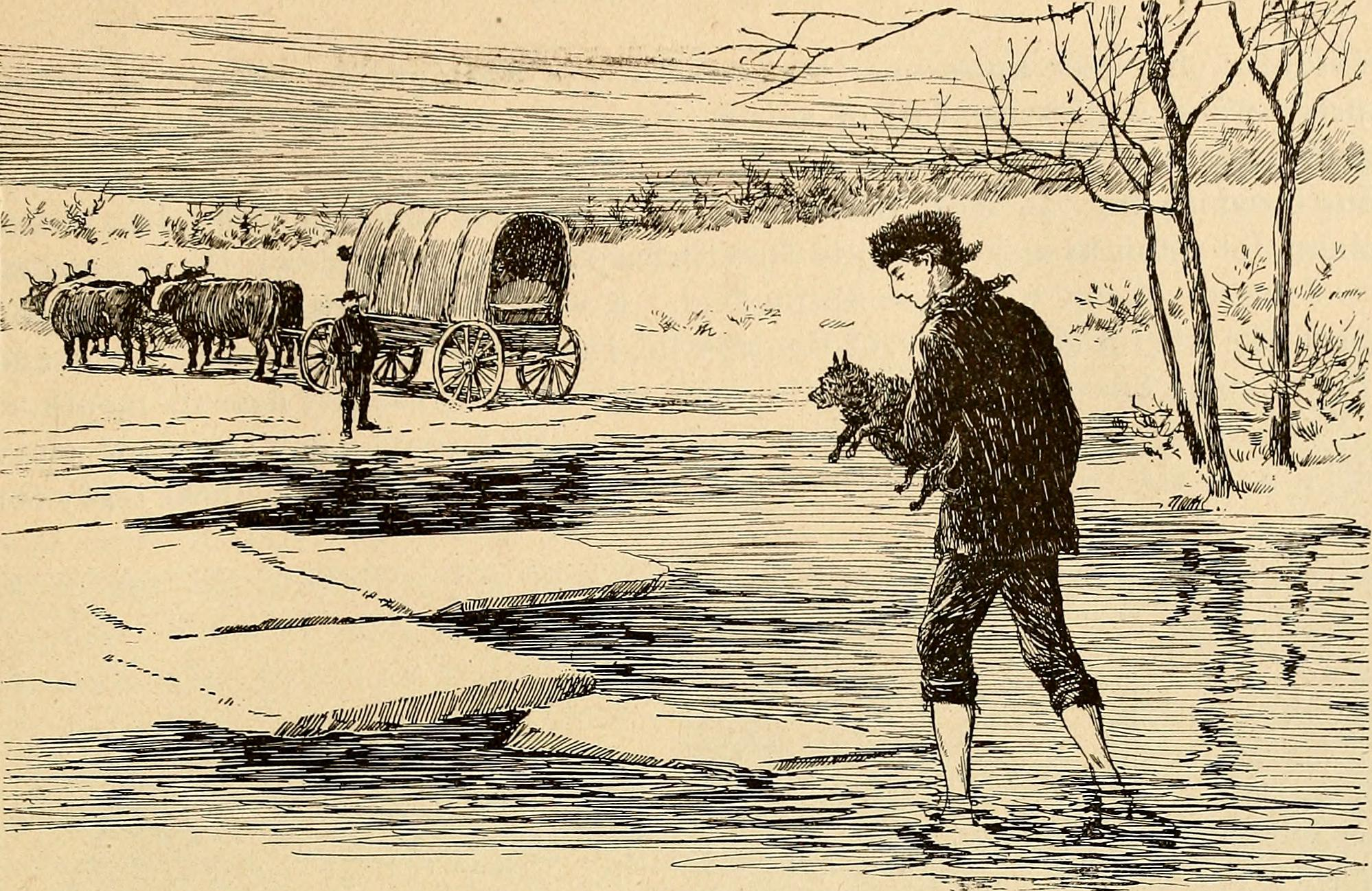

النادرة (جمع: نوادر) أو السالفة أو الحكاية وهي الأشياء التي يقل وجودها أو حدوثها، فالنوادر من المعادن هي نفائسها، وكذلك النوادر من الأحداث نفائسها وأكثرها تسلية وإمتاعا، وبذلك أطلق على الأحداث الغريبة الوقوع والممتعة نوادر. كذلك سميت نوادر أبو نواس ونوادر الجاحظ ونوادر جحا وغير ذلك. نستطيع ان نسمي النوادر بالحكايات الشعبية الممتعة (التراث الشعبي) والمتوارثة من جيل إلى جيل.
من خصائص أدب النوادر الخفة والظرافة، ويُشترط في الفكاهي أن يكون صاحب ذكاء يجعله يبحث عن الحيلة ويتدبر الخطط وينسج خيوطها. ويمتاز بنظره الثاقب وبموهبته الأصلية التي تضفي عليه خفةً ولطفًا فتأتي فكاهته لبقة غير مصطنعة تفيض بالعذوبة. وتَرِدُ الفكاهة على شكل قصة موجزة ساخرة، تقوم أحيانا كثيرة على أساس النقد وتتميز بالخروج عن المألوف. 
ومن أصحاب النوادر الشهيرين جحا، ومن نوادرة أنه مر عليه رجل فقير طالبا صدقة، وكان جحا في الطابق العلوي فقال له جحا: ماذا تريد؟ قال: انزل إلي حتى أخبرك نزل جحا ثم قال ماذا ماذا تريد إذا؟ قال الفقير: أنا اريد صدقة قال جحا: حسنا اصعد معي، صعد الفقير إلى الطابق العلوي فقال له جحا: أنا ليس معي صدقة قال الفقير: ولم أصعدتني إلى الطابق العلوي إذا؟ قال جحا: وأنت لم أنزلتني من الطابق العلوي لسبب تستطيع أن تخبرني إياه وأنا فوق؟